# Мальтезе, Курцио
Курцио Мальтезе (итал. Curzio Maltese, 30 марта 1959, Милан — 26 февраля 2023, Милан) — итальянский журналист, обозреватель, телеведущий, депутат Европарламента 8-го созыва.

## Биография
Окончил факультет политологии Миланского университета. Начинал карьеру журналистом в студенческих СМИ. Позже он работал в «La Notte», «La Gazzetta dello Sport», «La Stampa», а в 1994 году присоединился к ежедневной газете «La Repubblica». Он был автором нескольких книг, в том числе про отношения между государством и итальянской католической церковью, а также сценариев документальных фильмов.
В 2014 году от левого избирательного списка «Другая Европа» получил мандат депутата Европарламента 8-го срока, когда Мони Овадия подал в отставку до его начала.
Он умер после продолжительной болезни в Милане 26 февраля 2023 года в возрасте 63 лет.

## Критика
Курцио был обвинён в прогулах заседаний Европарламента, хотя статистика VoteWatch показывала, что он участвовал в 95% голосований. Его критиковали за двойную зарплату (как депутата Европарламента и журналиста «La Repubblica» одновременно), и, несмотря на то, что законы этого не требовали, он отказался от контракта с газетой.

## Избранные публикации
- 1994. Colpo grosso (соавтор), Baldini & Castoldi, Mediolan 1994.
- Come ti sei ridotto. Modesta proposta di sopravvivenza al declino della nazione, Feltrinelli, Mediolan 2006.
- I padroni delle città, Feltrinelli, Mediolan 2007.
- La questua. Quanto costa la Chiesa agli italiani, Feltrinelli, Mediolan 2008.
- La bolla. La pericolosa fine del sogno berlusconiano, Feltrinelli, Mediolan 2009.